# أنطونيو غوبال
أنطونيو غوبال هو منافس ألعاب قوى سيشلي، ولد في 12 يناير 1947.

## وصلات خارجية
- أنطونيو غوبال على موقع أوليمبيديا (الإنجليزية)